# Stenosemus mexicanus
Stenosemus mexicanus is een keverslakkensoort uit de familie van de Ischnochitonidae. De wetenschappelijke naam van de soort is voor het eerst geldig gepubliceerd in 1993 door Kaas.